# Drumfunk
Drumfunk ist ein Untergenre von Drum and Bass, das auch unter den Begriffen Edits oder Choppage bekannt wurde.
Der Fokus von Drumfunk liegt hauptsächlich auf den Drums. Es werden häufig sogenannte Funk- und Soulbreaks wie der Apache oder der Amen verwendet und zu komplexeren rhythmischen Anordnungen arrangiert. Diese komplexere Zusammensetzung hebt sich deutlich von dem Grundmuster des Mainstream Drum and Bass ab, der hauptsächlich auf dem sogenannten 2-Step-Rhythmus basiert.
Der Hauptvorwurf dieser Spielart von Drum and Bass besteht darin, dass man sich alter Produktionstechniken bedient, die bereits hauptsächlich in Drum and Bass Produktionen der Jahre 1994 bis 1997 verwendet wurden und daher eine Renaissance der „guten alten Zeit“ herbeisehnen möchten. Auch wird den Künstlern gerne der Vorwurf gemacht, sich mehr in die Richtung Breakcore zu bewegen. Dabei wird jedoch oft vergessen, dass es bei Drumfunk weniger um die Verfremdung des Rhythmus geht, als darum eine gewisse organische Rhythmusstruktur zu schaffen. Daher klingen die meisten Tracks, als wären sie von einem Schlagzeugspieler live eingespielt worden.
Die Einflüsse von Drumfunk stammen aus vielen Musikrichtungen, hauptsächlich aber aus Jazz, Funk oder Dub.
Der Begriff selbst wurde von Paradox geprägt, der mit seiner Hartnäckigkeit und seinen Veröffentlichungen auf Reinforced seit dem Jahre 1999 eine kleine Gemeinde treuer Fans um sich scharen konnte, die ebenfalls von der Einfachheit und Wegwerfmentalität der Drum-and-Bass-Gemeinde enttäuscht waren. Während sich Drum and Bass immer mehr zu reiner Tanzmusik entwickelte, sollten die meisten Produktionen im Drumfunk zwar ebenfalls tanzbar, aber auch zu Hause bequem anzuhören sein.
Als einer der ersten Künstler der neuen Garde dieses Subgenres wurde Breakage bekannt, der mit seinem Remix des Doc-Scott-Klassikers „Here come the drums“, der auf Reinforced veröffentlicht wurde, den Grundstein für die weitere Entwicklung bis heute legte. Nach einigen weiteren Releases wurde auf Inperspective Records der Remix von Equinox „Acid Rain“ veröffentlicht, der auch von bekannteren DJs wie Andy C gespielt wurde. Breakage machte damit auch deutlich, dass Drumfunk kein Nischenprodukt, sondern auch massentauglich ist. Inzwischen distanziert sich Breakage von der Manipulationsbesessenheit vieler Drumfunkproduzenten, da für ihn die Entwicklung zu weit zum Separatismus – weg vom „Dancefloor Drum and Bass“ – getrieben wird.
Trotz seiner relativ geringen Akzeptanz und Reichweite innerhalb des Drum-and-Bass-Kosmos erfreuen sich Veröffentlichungen von Drumfunkkünstler außerhalb des Genres einer gewissen Beliebtheit. So spielt z. B. Aphex Twin bei vielen seiner Sets regelmäßig Stücke von Künstlern wie Paradox, Fanu und anderen.

## Stiltypische Musiker
- Paradox
- Fanu
- Equinox
- Phuture-T
- Breakage
- Macc
- Nucleus
- Fracture and Neptune
- Pieter K
- Seba
- ASC
- Cycom
- 0=0
- Martsman
- Dissident
- Mendelayev
- Neurotic Sound Foundation (Sickhead, Ghostrider, Bad Answer, Sumone, Sativa)
- [SUB]
- Sileni

## Stiltypische Labels
- Inperspective Recordings
- Paradox Music
- Amen-tal
- Bassbin
- Offshore
- Subtle Audio
- Secret Operations
- Breakin
- Esoteric
- Reinforced
- Outsider
- Plainaudio
- Subvert Central
- Exegene
- Syncopathic Recordings
- DigiBeatMusic
- Omni Music